# Ворошиловский стрелок
«Вороши́ловский стрело́к» (аббрев. ВС) — нагрудный значок Осоавиахима и РККА для награждения граждан СССР, овладевших стрелковым делом и успешно сдавших соответствующие нормы, включающие стрельбу из стрелкового оружия.
Стрельба и военные знания согласно положению о значке «Ворошиловский стрелок» входили в сдачу умений физкультурного комплекса на получение значка «Готов к труду и обороне» 1932 года.

## История
В резолюциях и постановлениях XV съезда ВКП(б) в ноябре 1927 года указывалось, что пятилетний план должен учитывать возможность нападения на СССР и его отражения. В связи с резким обострением международной обстановки и растущей военной угрозой со стороны более сильных в экономическом отношении государств, с 1927 года началось свёртывание НЭПа по всем направлениям хозяйственной и социальной политики, проводилась плановая военизация отдельных отраслей экономики. Одним из направлений военизации стала подготовка граждан, умеющих метко стрелять.
Положение о создании звания «Ворошиловский стрелок» было утверждено 29 октября 1932 года Президиумом Центрального Совета Осоавиахима СССР и РСФСР, а сам значок «Ворошиловский стрелок» — 29 декабря 1932 года.
Чтобы повысить стрелковое мастерство, Центральный Совет Осоавиахима 10 марта 1934 года ввёл две ступени звания «Ворошиловский стрелок». Для получения значка «Ворошиловский стрелок» 2-й степени были разработаны более жёсткие требования. В июле этого же года был утверждён значок «Юный ворошиловский стрелок», который выдавался подросткам с 12 до 15 лет.

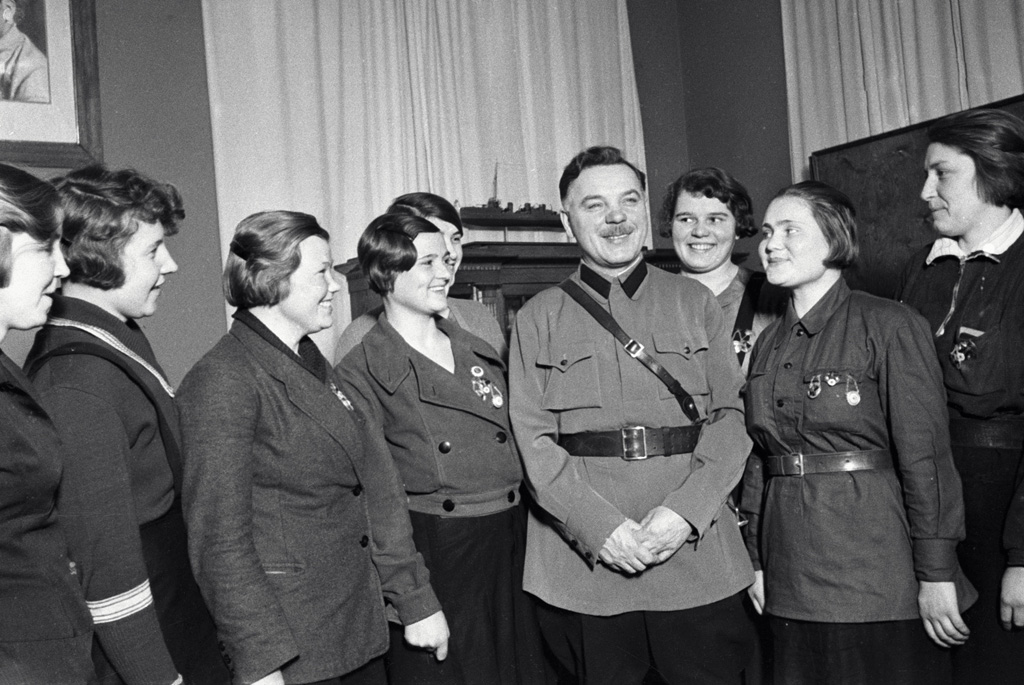
Нарком обороны СССР К. Е. Ворошилов встречается с комсомолками, награждёнными почётным знаком «Ворошиловский стрелок». 1 ноября 1935 года

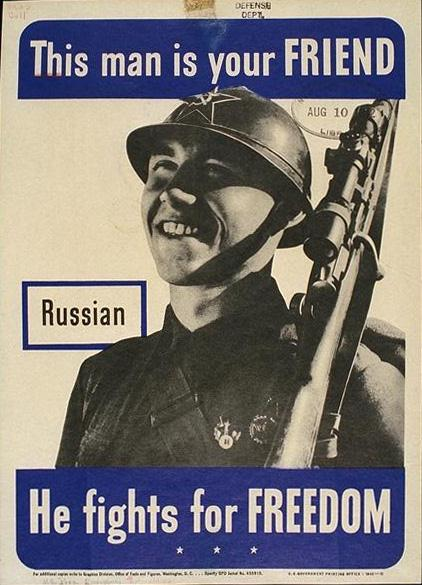
Американский плакат 1942 года. «Этот человек — твой друг. Русский. Он сражается за свободу». На груди красноармейца виден «Ворошиловский стрелок»

Оборонно-массовая работа пропагандировалась разными способами и всячески поощрялась. Подготовка ворошиловских стрелков стала неотъемлемой частью подготовки и вскоре появилось движение трудящихся и молодёжи за овладение стрелковыми навыками.
Осенью 1934 года в Бауманском районе Москвы был открыт первый в СССР клуб Ворошиловских стрелков. Этот клуб впервые представлял Советский Союз на международных соревнованиях, где встретились команды Московского клуба Ворошиловских стрелков и Портсмутского стрелкового клуба США. В итоге, победила команда Московского клуба, выбившая на 207 очков больше, чем американцы.
С 1 августа 1936 года на значок «Ворошиловский стрелок» II степени нужно было выполнить норму по стрельбе только лишь из боевой винтовки.
25 октября 1936 года был утверждено новое положение о значке «Юный ворошиловский стрелок», который выдавался подросткам с 13 до 16 лет, хорошим ученикам, сдавшим соответствующие испытания. Кроме того, был введён особый значок «Юный ворошиловский стрелок» первого класса для успешно выполнивших дополнительные задания. Самым талантливым стрелкам (до 17 лет) вручался значок «Юный снайпер».
На первом Всесоюзном соревновании пионеров и школьников, юных ворошиловских стрелков, первое место заняла команда из Москвы. Полк юных ворошиловских стрелков, сформированный из школьников-отличников Бауманской районной организации Москвы, впервые участвовал в параде в честь девятнадцатой годовщины Октябрьской революции.

## Изготовление значка «Ворошиловский стрелок»

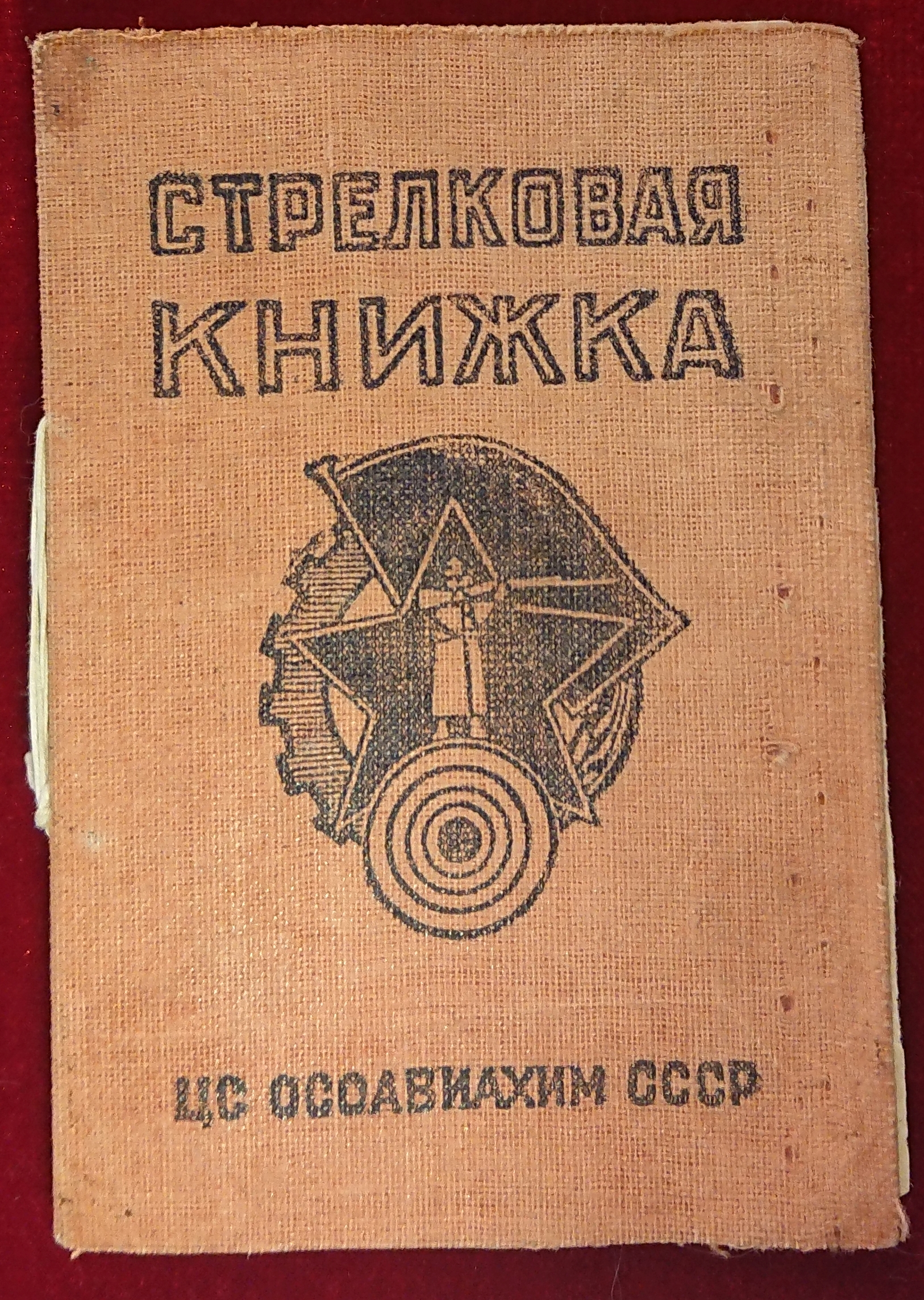
Удостоверение к знаку «Ворошиловский стрелок Осоавиахима»

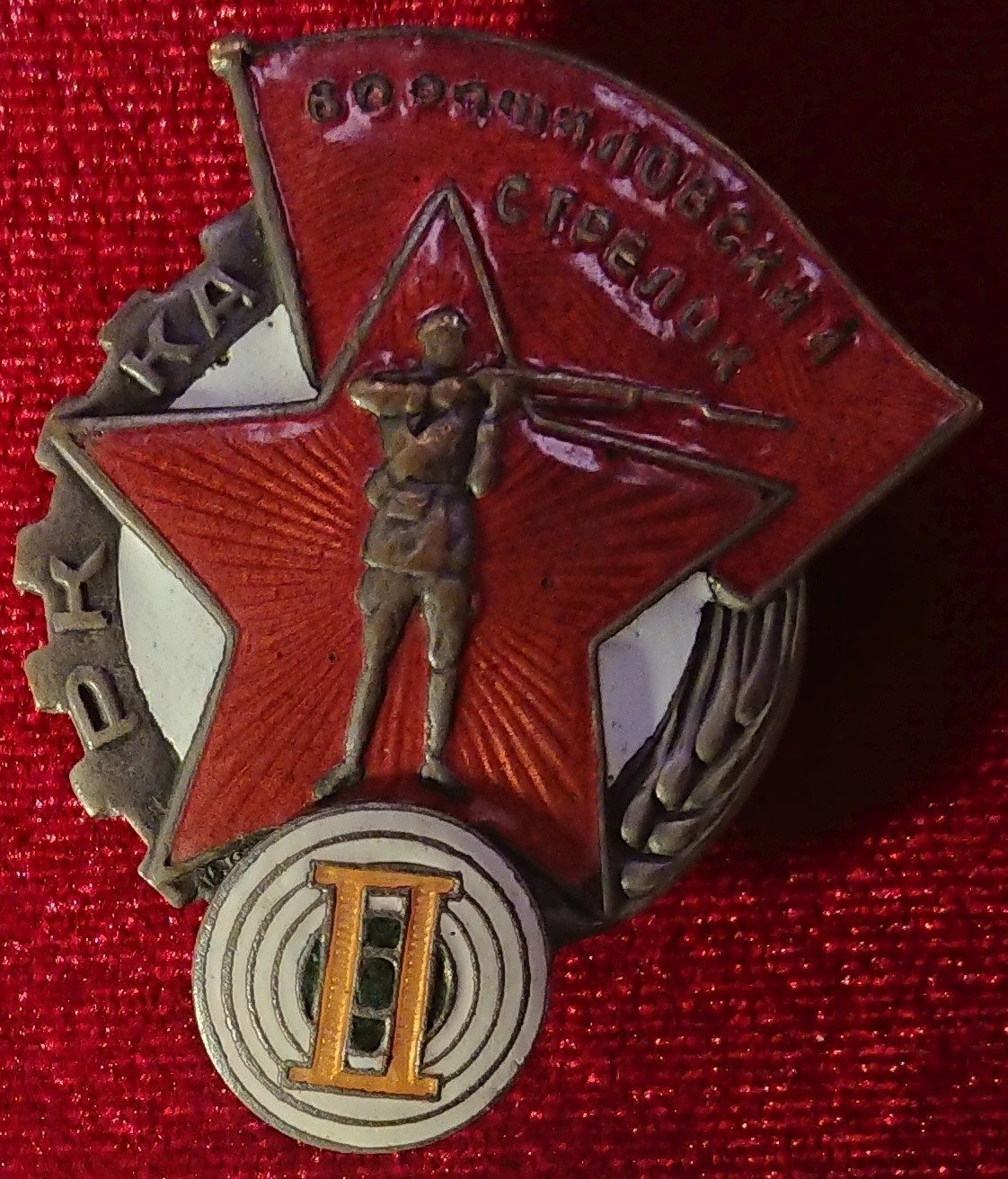
Нагрудный знак «Ворошиловский стрелок РККА» II степени

Значок «Ворошиловский стрелок» делали на различных предприятиях, в том числе, и на Ленинградском монетном дворе, который выпустил около 700 000 экземпляров значка.

## Количество награждённых
В 1935 году знаком «Ворошиловский стрелок» 1 степени были награждены 900 тыс. человек, «Ворошиловский стрелок» 2-й степени — 4706 человек.
Согласно разным сведениям, количество награждений было от 6 до 9 млн человек.
Сейчас реже всего встречаются знаки «Ворошиловский стрелок» 2-й степени, особенно значок «Ворошиловский стрелок» 2-й степени с надписью «РККА» вместо надписи «Осоавиахим».

## Происхождение названия значка «Ворошиловский стрелок»
Согласно одной версии, своим названием наградной значок обязан одной истории, произошедшей с Климентом Ворошиловым на зачётных командирских стрельбах летом 1932 года. Стрелки, которые выстроились у своих мишеней после проведённых стрельб, докладывали свои результаты наркому по военным и морским делам, председателю Реввоенсовета СССР Ворошилову. У одной, совершенно новой и чистой мишени, командир посетовал на плохой револьвер. Климент Ворошилов, взяв оружие у этого командира, отошёл на рубеж для стрельбы. Потом проверили результат, и оказалось, что семью выстрелами нарком выбил 59 очков. Возвращая оружие тому командиру, Ворошилов сказал: «Нет плохого оружия, есть плохие стрелки». После этого рассказ об этом случае был напечатан в окружной газете и в последующем получил большую известность.